# United Malays National Organisation
Die United Malays National Organisation (UMNO, malaiisch Pertubuhan Kebangsaan Melayu Bersatu) ist eine nationalkonservative politische Partei in Malaysia.
Sie war bis 2018 die nach Wählerstimmen größte politische Partei Malaysias und als Gründungsmitglied der Barisan Nasional seit der Unabhängigkeit des Landes bis 2018 ununterbrochen in der Regierung vertreten.
Die Mitgliedschaft in der Partei war und ist Angehörigen der malaiischen Ethnie vorbehalten. Die UMNO tritt für den malaiischen Nationalismus ein (die umstrittene Bumiputra-Politik wurde von der UMNO initiiert), spricht sich für die Erhaltung islamischer Werte sowie für den Wirtschaftsliberalismus innerhalb der Malaysischen Neuen Ökonomischen Politik aus.

## Gründung
Nachdem die Briten nach dem Zweiten Weltkrieg in die Kolonie Malaya zurückkehrten, setzte sich die Unabhängigkeitsbewegung gegen die Gründung einer Malaiischen Union ein. Auf einem Kongress am 11. Mai 1946 wurde die UMNO in Johor Bahru gegründet. Onn Jaafar war das erste Oberhaupt der Partei.
Onn Jaafar wollte die Partei 1951 für alle Ethnien zugänglich machen und sie in United Malaya National Organization umbenennen, scheiterte aber mit seinem Vorhaben und trat aus Protest zurück. Seine Position wurde von Tunku Abdul Rahman eingenommen, der das Land 1957 in die Unabhängigkeit führte.

## Führende Politiker
Der frühere UMNO-Vorsitzende Najib Razak war von April 2009 bis Mai 2018 Premierminister Malaysias. Alle fünf Vorgänger Najibs, darunter Abdullah Ahmad Badawi und Mahathir bin Mohamad, waren ebenfalls UMNO-Mitglieder.

## Wahlergebnisse
Bei der Parlamentswahl im Jahr 2013 erreichte die UMNO mit 29,3 % der Stimmen 88 der 222 Sitze im malaysischen Parlament. Die von der UMNO angeführte Regierungskoalition Barisan Nasional bekam mit 47,4 % der Stimmen 133 Sitze.
Bei der Parlamentswahl im Jahr 2018 erreichte die UMNO mit nur noch 20,9 % der Stimmen 54 der 222 Sitze. Seither verringerte sich ihre Fraktionsstärke durch Austritte. Das von der UMNO angeführte Bündnis Barisan Nasional kam 2018 mit 33,8 % der Stimmen auf 79 Sitze.
Bei der Parlamentswahl im Jahr 2022 erreichte die UMNO mit nur noch 16,4 % der Stimmen 26 der 222 Sitze. Gemeinsam mit ihrer Koalition BN erreichte UMNO das bislang schlechteste Ergebnis seit ihrer Gründung, der 3. Platz hinter ihren Gegnern Pakatan Harapan und Perikatan Nasional.